# Carterornis
Carterornis es un género de aves paseriformes perteneciente a la familia Monarchidae distribuido por la Wallacea, Australia y Melanesia. Sus miembros anteriormente se clasificaban en el género Monarcha.

## Especies
Se reconocen tres especies en el género:
- Carterornis leucotis (Gould, 1850) - monarca orejudo;[3]
- Carterornis pileatus (Salvadori, 1878) - monarca nuquiblanco;[3]
  - C. p. castus (Sclater, PL, 1883) - monarca de las Tanimbar (especie reconocida por algunos, como Clements Checklist)[4]
- Carterornis chrysomela (Lesson, R & Garnot, 1827) - monarca dorado.[3]